# 阿特拉托河

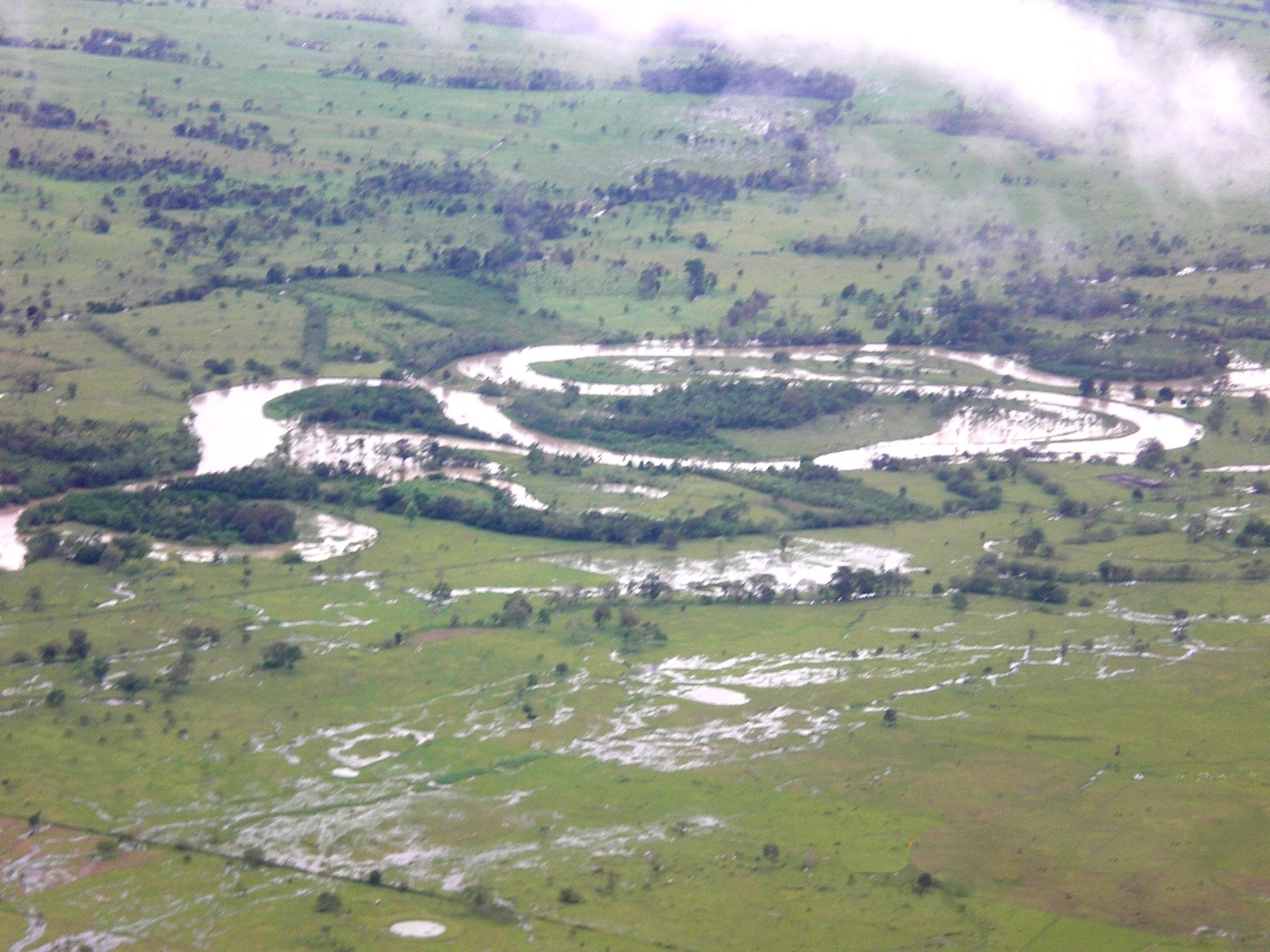

阿特拉托河（Atrato River ，西班牙语作Rio Atrato）是哥倫比亞的河流，位於該國西北部，由喬科省和安蒂奧基亞省負責管轄，河道全長750公里，集水區面積38,500平方公里，最終注入烏拉巴灣。